# Giovanni Licata
Pour les articles homonymes, voir Licata.

a Compétitions nationales et continentales officielles uniquement.

b Matchs officiels uniquement.
Dernière mise à jour le 1 septembre 2019.
Giovanni Licata, né le 18 février 1997 à Agrigente (Italie), est un joueur international italien de rugby à XV évoluant au poste de troisième ligne aile.

## Biographie
Alors qu'il fait partie pour la saison 2017-2018 de l'effectif du club italien de Fiamme Oro Rugby, qui évolue en championnat national, il est prêté à la franchise de Zebre qui dispute le Pro14. Il signe ensuite un contrat avec le Zebre à partir de la saison suivante, en tant que joueur permanent.
Le 19 février 2024, il est convoqué en équipe d'Italie, pour compenser une blessure au sein du groupe, afin de préparer la troisième journée du Tournoi des Six Nations 2024.

## Style de jeu
Troisième ligne aile avec une forte activité offensive, il a notamment effectué au 18 février 2020 le plus grand nombre de passe après contact de la saison 2019-2020 du Pro14.